# Tzintzuntzan (plaats)
Tzintzuntzan (Purépecha: Ts’intsuntsani) is een plaats in de Mexicaanse staat Michoacán. Erongarícuaro heeft 3.252 inwoners (census 2005) en is de hoofdplaats van de gemeente Tzintzuntzan.
Tzintzuntzan is gebouwd op de plaats van de oude hoofdstad van de Purépecha. De plaats staat bekend om haar mandenweven en is naar verluidt de eerste plaats in Amerika waar olijven zijn verbouwd.